# Municipio de Hamiltonban
El municipio de Hamiltonban (en inglés: Hamiltonban Township) es un municipio ubicado en el condado de Adams en el estado estadounidense de Pensilvania. En el año 2000 tenía una población de 2216 habitantes y una densidad poblacional de 21.9 personas por km².

## Geografía
El municipio de Hamiltonban se encuentra ubicado en las coordenadas 39°50′00″N 77°21′59″O / 39.83333, -77.36639.

## Demografía
Según la Oficina del Censo en 2000 los ingresos medios por hogar en la localidad eran de $42 235 y los ingresos medios por familia eran $48 750. Los hombres tenían unos ingresos medios de $32 250 frente a los $22 500 para las mujeres. La renta per cápita para la localidad era de $19 344. Alrededor del 4% de la población estaban por debajo del umbral de pobreza.